# Östra Lill-Abborrtjärnen
Östra Lill-Abborrtjärnen är en sjö i Krokoms kommun i Jämtland och ingår i Indalsälvens huvudavrinningsområde.